# Gransherad
Gransherad er en bygd i Notodden Kommune i Telemark i Norge. Den er beliggende ca. 25 km. fra byen Notodden og ca. 15 km. fra bygden Sauland.
Bygden har ca. 750 indbyggere.[kilde mangler] Der er en skole med ca. 100 elever, børnehave, dagligvarebutik, kro, tankstation, savværk og et tidligere høvleri, der benyttes til koncerter og andre kulturformål.

## Historie
Gransherad var frem til 1860 et sogn i Hjartdal Kommune, og sognet blev derefter til sin egen kommune. Dette varede frem til 1964, da kommunen blev slået sammen med Notodden, Heddal og den sydlige del af Hovin til det nuværende Notodden Kommune.

## Kendte personer
Den norske komponist og musikanmelder, Klaus Egge, blev født i Gransherad. Fløjtentist og vokalist i det norske popband Trang fødsel, Jørund Fluge Samuelsen, voksede også op i bygden.

## Galleri
- Gransherad Kirke
- Den gamle station i Gransherad
- Elven Tinne, der løber gennem byen